# Eduardo Frei Ruiz-Tagle
Eduardo Alfredo Juan Bernardo Frei Ruiz–Tagle (ur. 24 czerwca 1942 w Santiago) – chilijski inżynier lądowy i polityk, prezydent Chile w latach 1994–2000.

## Życiorys
Jest synem Eduardo Frei Montalva, prezydenta Chile w latach 1964–1970.
Ukończył studia inżynieryjne na uniwersytecie w Santiago. W 1958 roku zapisał się do Partii Chrześcijańskich Demokratów. W 1964 pomagał swemu ojcu w kampanii wyborczej. W latach 1969–1988 pracował jako inżynier w firmie Sigdo Koppers, największej firmie górniczej w Chile.
W 1989 został wybrany senatorem z regionu Santiago zdobywając najwięcej głosów w całym kraju. W 1993 wygrał wybory prezydenckie w I turze, zdobywając 58% poparcia (4 040 497 głosów). 11 marca 1994 objął urząd. Po odejściu z urzędu, zgodnie z chilijską konstytucją, został dożywotnim senatorem. Po nowelizacji konstytucji, która zlikwidowała urząd dożywotniego senatora, ponownie wystartował w wyborach i ponownie wygrał. 11 marca 2006 został wybrany przewodniczącym Senatu, którym pozostał do 12 marca 2008.
W 2009 został kandydatem centrolewicowej koalicji Concertación w grudniowych wyborach prezydenckich. 13 grudnia 2009 zajął drugie miejsce w I turze wyborów, zdobywając 30% głosów poparcia i przegrywając z kandydatem prawicy, Sebastiánem Piñerą, który uzyskał 44% głosów. 17 stycznia 2010, w II turze wyborów, przegrał z Piñerą stosunkiem głosów 48,4% do 51,6%.

## Odznaczenia
Odznaczony m.in. Krzyżem Wielkim Orderu Zasługi Rzeczypospolitej Polskiej (1995), chorwackim Wielkim Orderem Króla Tomisława (1994) oraz Orderem Księcia Jarosława Mądrego I klasy – Ukraina.